# علی کلایه
علی کلایه، روستایی از توابع بخش مرکزی شهرستان رودسر در استان گیلان ایران است. روستا علیکلایه در مجاورت روستا های سرکله, ششصدی,لشکاجان,عروس محله,خمیر محله,بازکل میباشد
اب کشاورزی ان از رودخانه ی جیر جو که انشعابی از رودخانه پلرود است تامین میشودشغل اهالی این روستا کشاورزی و به صورت محدود دامداری میباشد,کشاورزی مردم این روستا کشت برنج می باشد
دارای 2 امام زاده در یک مقبره مشترک می باشد که مورد احترام اهالی این روستا و سایر مناطق میباشد
تعدادی گلخانه گل و گیاه و باغ میوه نیز در این روستا وجود دارد

## جمعیت
این روستا در دهستان رضامحله قرار دارد و براساس سرشماری مرکز آمار ایران در سال ۱۳۸۵، جمعیت آن ۳۹۹ نفر (۱۲۷خانوار) بوده‌است.